# Processo de cassação da chapa Dilma–Temer
O Processo de cassação da chapa Dilma–Temer foi um processo protocolado pelo Partido da Social Democracia Brasileira (PSDB) em 2014 no Tribunal Superior Eleitoral (TSE), em que o autor pedia a cassação da chapa presidencial Dilma–Temer por supostas ilegalidades na campanha eleitoral.
No parecer final da Procuradoria-Geral Eleitoral, em abril de 2017, o vice-procurador-geral eleitoral, Nicolao Dino, afirmou que a campanha da chapa Dilma–Temer recebera cento e doze milhões de reais irregulares.
Foi a primeira vez que a corte analisou um pedido de cassação contra um presidente da República.
No dia 6 de junho de 2017, o TSE deu início ao julgamento, encerrado no dia 9 de junho de 2017, com a absolvição da chapa por quatro votos a três. O relator, ministro Herman Benjamin, votou pela cassação, sendo acompanhado pelos ministros Luiz Fux e Rosa Weber. Votaram pela absolvição os ministros Napoleão Nunes Maia Filho, Admar Gonzaga, Tarcisio Vieira e o então presidente do TSE, ministro Gilmar Mendes, que proferiu o voto de desempate.

## Antecedentes
Em dezembro de 2014, as contas da campanha da então presidente Dilma Rousseff e de seu vice, Michel Temer, foram aprovadas com ressalvas, por unanimidade, no Tribunal Superior Eleitoral. No entanto, o processo foi reaberto porque o PSDB questionou a aprovação, por entender que há irregularidades nas prestações de contas apresentadas por Dilma, que teria recebido recursos do esquema de corrupção investigado na Operação Lava Jato. Segundo entendimento do TSE, a prestação contábil da presidente e do vice-presidente é julgada em conjunto.

## Histórico
O TSE decidiu que havia indícios suficientes de ilegalidades para abrir um processo contra a chapa Dilma–Temer, em outubro de 2015. Desde então, ocorreu a fase de instrução do processo, a investigação e produção de provas. Foram ouvidas cinquenta e oito testemunhas e realizadas perícias em gráficas contratadas pela campanha, suspeitas de terem servido como meio de desvio de recursos. Deram depoimentos delatores que fizeram acordo com a Operação Lava Jato e integrantes da campanha petista, como o ex-ministro Edinho Silva, que atuou como tesoureiro da campanha. As acusações mais contundentes constam dos depoimentos de colaboração de executivos da Odebrecht (atual Novonor).
No dia 28 de março de 2017, O relator da ação, ministro Herman Benjamin, encaminhou aos outros seis integrantes da Corte Eleitoral um relatório final com pouco mais de mil páginas que resume os principais pontos do processo.
Em 30 de março de 2017, o Ministério Público Eleitoral (MPE) pediu ao Tribunal Superior Eleitoral (TSE) a cassação os diplomas de Dilma Rousseff e Michel Temer, eleitos, presidente e vice-presidente em 2014. O vice-procurador-geral eleitoral, Nicolao Dino, pediu ao TSE que Dilma fosse declarada inelegível pelos próximos oito anos. Os advogados de Dilma e de Temer negaram irregularidades. O caso foi analisado em quatro sessões do TSE.
Em 6 de abril de 2017, o ex-ministro Guido Mantega depôs na sede do Tribunal Regional Eleitoral de São Paulo. O depoimento de Guido Mantega foi solicitado ao relator do caso pela defesa de Dilma.

## Parecer final
O parecer final, assinado pelo vice-procurador-geral eleitoral Nicolao Dino, no processo da chapa presidencial composta por Dilma Rousseff e Michel Temer, indica que a campanha recebeu pelo menos cento e doze milhões de reais em recursos irregulares na eleição de 2014.

## Resultado
No dia 9 de junho de 2017, o ministro relator Herman Benjamin leu seu voto favorável à cassação da chapa Dilma–Temer. No mesmo dia, os outros seis ministros do TSE deram seus votos. O resultado foi de 4 votos votos pela absolvição contra 3 votos pela condenação, vencidos os ministros Herman Benjamin, Luiz Fux e Rosa Weber.